# Hemigraphis
Hemigraphis es un género de plantas con flores perteneciente a la familia Acanthaceae. El género tiene 164 especies de hierbas descritas y de estas, solo 19 aceptadas. Se distribuyen por Asia y Nueva Caledonia.

## Descripción
Son hierbas o arbustos erectos o ascendente con hojas opuestas, enteras, onduladas o ±  crenadas. Flores de color azul o amarillo, infundibuliformes, en terminales o puntas o cabezas, rara vez solitarias,  con brácteas grandes, ovadas o lanceoladas, imbricadas.  Tubo de la corola estrecho y recta o ligeramente contraído. Cápsula lineal o linear-oblongas, con semillas comprimidas, de color marrón con bordes blancos.

## Taxonomía
El género fue descrito por Christian Gottfried Daniel Nees von Esenbeck y publicado en Prodromus Systematis Naturalis Regni Vegetabilis 11: 722–723. 1847. La especie tipo es: Hemigraphis elegans Nees.

## Especies deHemigraphis
- Hemigraphis alternata
- Hemigraphis bakeri
- Hemigraphis blumeana
- Hemigraphis ciliata
- Hemigraphis colorata
- Hemigraphis confinis
- Hemigraphis cumingiana
- Hemigraphis diversifolia
- Hemigraphis fruticulosa
- Hemigraphis glaucescens
- Hemigraphis griffithiana
- Hemigraphis hirsutissima
- Hemigraphis hirta
- Hemigraphis latebrosa
- Hemigraphis okamotoi
- Hemigraphis pachyphylla
- Hemigraphis quadrifaria
- Hemigraphis repanda
- Hemigraphis reptans
- Hemigraphis rhytiphylla
- Hemigraphis ridleyi
- Hemigraphis urens
- Hemigraphis viridis